# 9333 Hiraimasa
9333 Hiraimasa eller 1990 TK3 är en asteroid i huvudbältet som upptäcktes den 15 oktober 1990 av de båda japanska astronomerna Kazuro Watanabe och Kin Endate vid Kitami-observatoriet. Den är uppkallad efter Masanori Hirai.
Asteroiden har en diameter på ungefär 10 kilometer.